# Call Out My Name
Call Out My Name è un singolo del cantante canadese The Weeknd, pubblicato il 10 aprile 2018 come unico estratto dal primo EP My Dear Melancholy,.

## Video musicale
Il video musicale è stato pubblicato il 12 aprile 2018 sul canale YouTube del cantante.

## Classifiche
| Classifica (2021) | Posizione massima |
| ----------------- | ----------------- |
| Panama            | 124               |